# Orm Barröskald
Orm Barröskald (Ormr Barreyjarskáld), verksam under 900-talets senare hälft, var förmodligen en av sin tids mest namnkunniga skalder. Detta framgår av hans tillnamn samt det faktum att han en gång haft en egen saga, som vi vet var skriven av Ingimund präst på Reykjahólar. Sagan är nu förlorad, och det enda som har bevarats av Orms egen diktning är en helmingr och en fjórðungr som Snorre Sturlasson citerar i Skáldskaparmál som exempel på goda himmels- och havskenningar.

## Orms identitet
Finnur Jónsson gav upp då det gällde frågan om Orms identitet, men gissade, med ledning av tillnamnet, att han kanske kom från ön Barra i Hebriderna.
Åke Ohlmarks lyckades dock, då han på 1950-talet forskade om de isländska sagorna och skaldekvädena, med stort skarpsinne finna en tänkbar lösning på problemet.
Ohlmarks lade märke till att den bröllopsfest på gården Reykjahólar år 1119, där Orms saga först föredrogs av Ingimund präst, också tycks ha haft karaktären av hundraårsjubileum för den ingimundska ättens besittning av gården. Kunde det vara så att Orm Barröskald var en av Ingimunds egna förfäder? Mycket riktigt, en lista över präster på västlandet, bifogad som appendix till Landnamsboken, visar att en viss Orm Kodransson (Ormr Koðránsson) var den förste kristne prästen på Reykjahólar. Listan slutar med Ingimund Einarsson: den präst som skrev Orm Barröskalds saga. Det verkar alltså som om Ingimund sett som sin uppgift att med sagan hedra den förste kristne och prästvigde stamfadern för den egna ättegrenen. 
Om denna hypotes är riktig − och det kan anföras åtskilligt som talar för den − så innebär det att vi faktiskt kan veta en hel del om denne Orm Barröskald, trots att hans saga har gått förlorad. Orm Kodransson var nämligen son till hövdingen Kodran på Giljå, av Eilif örns ätt, och äldre bror till Torvald vittfaren (Þórvaldr víðfǫrli) som också fått en egen saga. Orm var den av sönerna som favoriserades av fadern, men också den som längst förblev hedning. När han äntligen tog dopet motiverade han det på samma sätt som de flesta andra: Kristus tycktes vara den mäktigaste av gudarna i gudavärlden.

## Orms tillnamn
Återstår att förklara namnet Barröskald (Barreyjarskáld). Ohlmarks konstaterar att det är ytterst ovanligt att någon skald fått sitt tillnamn efter härkomst. I stället har det varit vanligt att skalderna fått namn efter någon som de besjungit. Förmodligen har det varit så också i Orms fall. Barrey är inte bara ett ö-namn utan också ett kvinnonamn. Ohlmarks skriver: ”Orm Kodransson har i sin ungdom, kanske på 980-talet, besjungit en fager kvinna som hetat Barrey, och därav har han fått sitt namn. Med Barra Islands bland Hebriderna har han säkert haft lika litet att göra som till exempel Tord mauraskald med maoris på Nya Zeeland.”